# Euphorbia meuleniana
Euphorbia meuleniana är en törelväxtart som beskrevs av Oskar Schwartz. Euphorbia meuleniana ingår i släktet törlar, och familjen törelväxter. IUCN kategoriserar arten globalt som sårbar. Inga underarter finns listade i Catalogue of Life.